# La edad de la ira
La edad de la ira es una novela de Nando López, cuya primera edición fue publicada por la editorial Espasa en 2011 (en aquel momento el autor firmaba como Fernando J. López). La crítica destacó el valor de la obra al afrontar asuntos polémicos como la homosexualidad en la adolescencia, el acoso escolar o la situación de la educación pública en España. Entre otras personalidades, la novela recibió los elogios del periodista y miembro de la Real Academia Española Luis María Anson. La obra estuvo entre las finalistas al Premio Nadal del año 2010. La edad de la ira tiene forma narrativa de investigación o reportaje. Un periodista va recopilando distintos testimonios para reconstruir las circunstancias personales que pudieron llevar al adolescente Marcos a cometer un terrible crimen doble.

## Sinopsis
Santiago es un periodista que recibe el encargo de escribir un libro sobre una noticia de actualidad que ha saltado a las portadas de los periódicos: el cruel parricidio y fratricidio cometido por Marcos, un adolescente de clase media muy popular en su instituto, sin problemas graves aparentes. La investigación de Santiago comienza en el ámbito docente, con la recogida de testimonios del equipo directivo, distintos profesores, compañeros y otras personas relacionadas con Marcos luego se da cuenta de que tuvo un cómplice para cometer dicho delito